# Albergaria dos Doze
Albergaria dos Doze era una freguesia portuguesa del municipio de Pombal, distrito de Leiría.

## Historia
Se constituyó como freguesia en 1923, por segregación de la de São Simão de Litém, de la que formaba parte y fue suprimida el 28 de enero de 2013, en aplicación de una resolución de la Asamblea de la República portuguesa promulgada el 16 de enero de 2013 al unirse con las freguesias de Santiago de Litém y São Simão de Litém, formando la nueva freguesia de Santiago e São Simão de Litém e Albergaria dos Doze.